# Hyadaphis mongolica
Hyadaphis mongolica är en insektsart. Hyadaphis mongolica ingår i släktet Hyadaphis och familjen långrörsbladlöss. Inga underarter finns listade i Catalogue of Life.